# Al-Dżabin
Al-Dżabin (arab. الجبين) – miasto w zachodnim Jemenie, stolica muhafazy Rajma i dystryktu Al-Dżabin.
Al-Dżabin w 2004 roku stał się stolicą nowo utworzonej muhafazy, wydzielonej z muhafazy Sana. Położony jest na szczycie urwistego wzgórza o wysokości 2438 m n.p.m., górującego nad okolicą. Ze względu na położenie miasto ma dwa zbiorniki na wodę deszczową, którym tradycja przypisuje pochodzenie jeszcze sprzed czasów islamu. Zachowane na nich inskrypcje przywołujące deszcz pochodzą prawdopodobnie z XIII i XIV wieku. Okolice Al-Dżabinu są terenami rolniczymi, na których prowadzi się uprawy tarasowe.